# 中国女排黄金二代

中國女排黃金二代 多指中国媒体给予在主教练陈忠和带领下，馮坤當隊長的一代中国女排队员的称呼。她们自2001年首次组队以来便取得了骄人的战绩，巅峰战绩是于2003年在日本举行的世界杯排球赛上重夺了中国女排阔别17年的女排三大赛的世界冠军，和次年在希腊举办的雅典奥运会上获得金牌，完成了继20世纪80年代中国女排五连冠辉煌时期后的又一个连冠，这也是21世纪至今（2001年-2016年）以来世界女子排坛仅有的兩个“连冠”（2003年世界杯、2004年雅典奧運會）之一，另一個“连冠”也是中國女排（由郎平執教、朱婷領軍的黃金三代，曾春蕾當隊長的2015年世界杯、惠若琪當隊長的2016年里約奧運會“兩连冠”）。

## 三大賽榮譽
| 年份   | 世界大賽 (主辦國)                  |
| ------ | ---------------------------------- |
| 2002年 | 第14屆世界女排錦標賽殿軍 ( 德國)   |
| 2003年 | 第9屆世界盃冠軍 ( 日本)            |
| 2004年 | 雅典奧運會冠軍 ( 希臘)             |
| 2006年 | 第15屆世界女排錦標賽第五名 ( 日本) |
| 2008年 | 北京奧運會季軍 ( 中國)             |

## 前四年

### 成长期（2001--2002）
自陈忠和上任以来，便努力打造一只年龄适中且潜力巨大的新队伍，为此他不得不顶着巨大的舆论压力放弃了2000年悉尼奥运会后的众多前任首发国手，让许多从未有过世界大赛经验的年轻选手成为主力队员。在技战术上，陈忠和强调团队的配合，着重以对中国女排的传统优势“快速多变、技术全面”的贯彻延续。这支新成立的中国女排虽然稚嫩但却给人眼前一亮的感觉，她们在2001年底举行的女排大冠军杯上战胜了诸多强队获得了冠军。

### 黄金期（2003--2004）
经过前两年的队伍磨合，队伍逐渐成熟。到2003年底世界杯举行前

#### 女排七仙女
冯坤 周苏红 赵蕊蕊 杨昊 刘亚男 张娜 王丽娜

## 后四年
（待补）

### 转换期（2005--2006）
（待补）

### 艰难期（2007）
（待补）

### 收尾期（2008）
（待补）